# Амэ-но удзумэ

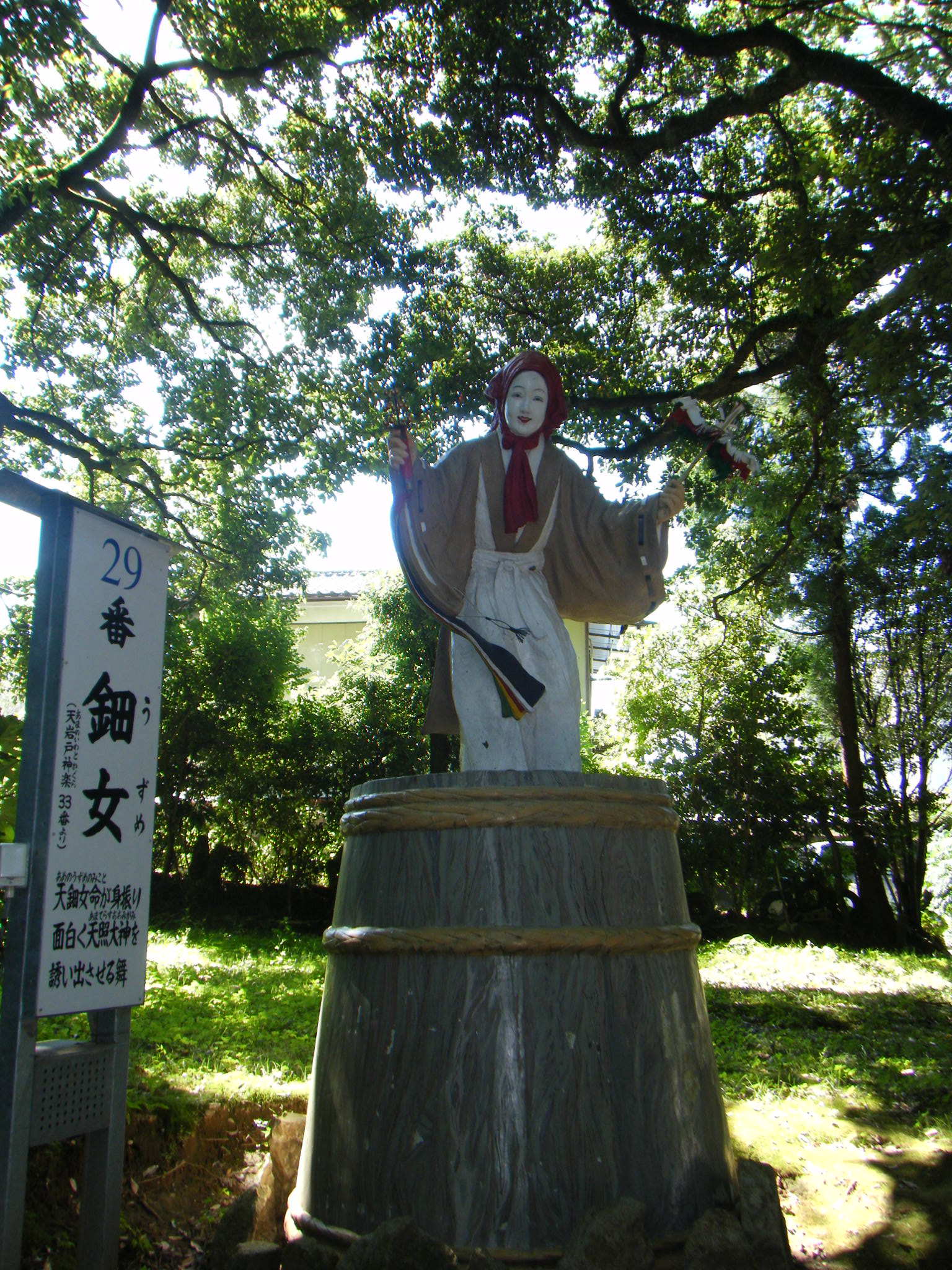
Статуя Амэ-но Удзумэ, в Аманоивато-дзиндзя

Амэ-но удзумэ (яп. 天宇受賣命 / 天鈿女命 Амэ-но удзумэ-но микото, элемент «удзумэ», возможно, происходит от «удзуси» или «одзоси» («сильный», «мужественный»)) — синтоистская богиня счастья, радости, танцев и театра (покровительница двух последних). Её часто изображают танцующей или держащей в руках актерскую маску женщиной. 

## В мифологии
Несколько раз появляется в ключевых мифах:
1. Её зажигательный танец на перевернутом чане призван извлечь из грота спрятавшуюся там и тем самым погрузившую мир во тьму богиню солнца Аматэрасу;
2. Сопровождает Ниниги и сонм других богов при их сходе на Землю;
3. Согласно «Нихонги», она — «далёкий предок» кими (один из родовых титулов в Древней Японии) из рода Сарумэ, откуда выходили женщины-жрицы, участвовавшие в празднестве первого риса, ритуальных плясках кагура, обрядах изгнания злых духов и др.